# Crociata contro Federico II
La crociata contro Federico II (1229-1230), nota anche come guerra delle chiavi, fu un'iniziativa di papa Gregorio IX contro l'imperatore, re di Sicilia e re di Gerusalemme, Federico II Hohenstaufen, durante la sesta crociata.

## Premessa
Federico II era stato scomunicato dal papa per la più volte ritardata partenza alla crociata (il Papa voleva mettere in difficoltà lo scomodo imperatore, il quale non aveva nessun interesse ad attaccare i musulmani, così vicini alla Sicilia dove aveva la corte), culminata con il rientro del 1227 a seguito di un'epidemia nata tra le truppe in navigazione.
Federico ripartì nel 1228 ancora scomunicato, e riuscì a concludere la pace di Giaffa, un accordo diplomatico con il sultano ayyubide al-Malik al-Kamil per la cessione di Gerusalemme e altri territori, pur se smantellati militarmente.
Il 18 marzo 1229 Federico II ricevette la corona di re di Gerusalemme grazie al precedente matrimonio con Isabella II di Brienne (che ormai era già defunta), nonostante l'opposizione del clero locale e di quasi tutti i grandi feudatari. Sul piano formale non si trattava di un'autentica incoronazione, in quanto Federico era colpito da una scomunica, che non gli permetteva di partecipare a cerimonie religiose né di ricevere benedizioni.

## La Crociata
Approfittando della sua assenza e di quella di molte delle sue truppe migliori che lo avevano seguito in Terrasanta, il Papa lanciò la Crociata contro Federico. Tuttavia l'appello che lanciò a tutti i principi cristiani rimase sostanzialmente inascoltato, nessuno infatti approvava il vile tradimento teso all'imperatore durante la sua permanenza in oriente per portare a termine la Crociata, attuata in nome della Chiesa e di tutta la cristianità, avendola organizzata inoltre solo con le sue truppe e le sue forze.
La situazione in effetti era alquanto assurda e paradossale: l'Imperatore del Sacro Romano Impero, il primo alfiere della cristianità e difensore designato della Curia romana, aveva intrapreso la crociata da scomunicato, nonostante l'ultimo rinvio (per colpa dell'epidemia) non fosse imputabile alle sue solite manovre politiche e diplomatiche volte ad affrancarsi dall'influenza papale, e da scomunicato era arrivato in terra santa, riuscendo addirittura a liberare Gerusalemme e stabilire una tregua stabile con i musulmani di Palestina, garantendo la sicurezza dei pellegrini verso i luoghi santi. Nel mentre di questi avvenimenti, il Papa in persona lanciava una contro-crociata nel cuore del regno dell'imperatore, una situazione inaccettabile per tutti e mai più successa nella storia europea.
Solo i comuni lombardi, acerrimi nemici di tutti gli imperatori di casa Hohenstaufen, aderirono con entusiasmo alla chiamata alle armi, unendosi alle truppe papali e a quelle mercenarie assoldate dal pontefice per l'impresa.
A capo della contro-crociata fu posto l'ex re di Gerusalemme Giovanni di Brienne, altro nemico mortale, nonché suocero, dell'Imperatore, ben contento di vendicarsi del genero. Infatti dopo che Federico sposò sua figlia Isabella II, l'imperatore lo trattò in malo modo, obbligandolo a rinunciare subito al suo titolo ed esautorandolo di tutti i poteri.
I crociati presero il nome di Clavisegnati, perché a differenza dei loro “colleghi” che combattevano in terrasanta, sui propri scudi e armature non si segnarono con la croce, ma con le chiavi pontificie, simbolo dello Stato della Chiesa.

## Offensiva papale
Al principio del 1229 i clavisegnati invasero il territorio del Regno di Sicilia, conquistando Montecassino, molte rocche tra Abruzzo, Gargano e Campania, e organizzavano scorrerie fino alle Puglie. Gregorio IX aveva utilizzato la scomunica inflitta a Federico per fiaccare la resistenza dei suoi sudditi e istigarli alla rivolta, sciogliendoli dal giuramento di fedeltà all'imperatore, dichiarando inoltre che era morto in terrasanta e ordinato ai frati mendicanti girovaghi di diffondere queste notizie in tutto il regno.
Grazie all'invasione militare dei clavisegnati unita alla propaganda incessante messa in atto dalla curia, circa 200 città si ribellarono, facendo apparire la frantumazione del Regno assai prossima. Dei due principali eserciti imperiali che non si arresero, uno rimase isolato nell'entroterra abruzzese, al comando di Rinaldo di Urslingen, circondato da truppe nemiche, mentre l'altro per non essere sbaragliato si ritirò nella fortezza di Capua che venne subito messa sotto assedio dallo stesso Giovanni di Brienne.

## Ritorno di Federico e controffensiva imperiale
Il 10 giugno 1229 Federico tornò dalla crociata approdando nel porto di Brindisi. Andò a Barletta (che era rimasta fedele) dove pose il suo quartier generale. La notizia del suo ritorno, quando tutti lo credevano morto si propagò come un fulmine, gettando lo scompiglio tra le file dei suoi nemici. Molti dei suoi sudditi tornarono nei ranghi, abbandonando il fronte dei clavisegnati che cominciò a sfaldarsi. Molti altri scapparono verso lo Stato della Chiesa smettendo di combattere. A Barletta tutti coloro che erano rimasti fedeli cominciarono ad accorrere e organizzarsi intorno all'Imperatore. Qui si unirono parte delle truppe di ritorno dalla crociata, tra cui molti Cavalieri Teutonici, suoi fedelissimi, che rimasti bloccati con le loro navi nei porti pugliesi per il maltempo, invece di tornare a casa decisero di continuare a combattere per l'imperatore anche contro il Papa. Ad essi si aggiunse poco dopo l'esercito di Rinaldo di Urslingen, che era riuscito a rompere l'accerchiamento in Abruzzo, arrivando a Barletta insieme ad altre milizie siciliane rimaste fedeli e ai saraceni di Lucera, tutti pronti a combattere e prendersi la rivincita.
Al comando del conte Tommaso d’Aquino, una parte di queste truppe venne organizzata per una spedizione di soccorso a Capua. Questo esercito marciò velocemente attraversando la pianura pugliese, la valle del Cercaro, del Miscano, del Calore e del Volturno, senza sostenere un solo combattimento. Tutti si dileguavano alla vista delle truppe imperiali che, indisturbate, poterono prendere alle spalle gli assedianti di Capua, che scapparono a loro volta senza combattere e liberare l'altro esercito fedele. Anche Giovanni di Brienne scappò abbandonando la contro-crociata, rifugiandosi oltre il confine dello Stato della Chiesa. A questo punto i lombardi e i clavisegnati si ritirarono e il fronte papale si sfaldò, lasciando sole le città ribellatesi all'imperatore. Solo a Montecassino le truppe papali vennero assediate da quelle imperiali, opponendo una strenua resistenza sotto la guida dal fanatico legato papale Pelagio, già protagonista negativo e responsabile della catastrofe della V Crociata. Ma a ottobre anche loro si arresero, ricevendo l'onore delle armi.

## Rappresaglia imperiale e pacificazione
Dopo la liberazione di Capua, gli imperiali posero l'assedio alla città di Sora, in quanto una della più importanti tra le città ribelli e importante centro strategico della zona. Sotto il comando di Tommaso d'Aquino la città fu espugnata il 28 ottobre 1229 e per ordine dell'Imperatore fu saccheggiata, data alle fiamme e rasa al suolo, tutta la popolazione catturata fu passata a fil di spada. Questo castigo esemplare fu sufficiente a tutte le altre città ribelli che, appena ricevuta la tragica notizia, si arresero; in pochi giorni le circa 200 città ribelli rientrarono sotto il controllo imperiale, così che entro novembre tutto il regno fu pacificato.
Sora a parte, Federico fu molto indulgente con le altre città rioccupate, perdonando anche molti ecclesiastici che avevano fomentato la ribellione. Si accanì solo contro individui singoli colpevoli di tradimento, funzionari che avevano tradito, capi militari vendutisi al Papa, come monito per gli altri sudditi.
Sempre per placare gli animi di tutto il regno e ristabilire un ordine assoluto, fu emanato da Federico stesso un ordine ai saraceni di Lucera contro la ribelle Gaeta, in cui si intimava di distruggere vigneti e frutteti, accecare e tagliare il naso ai nobili e agli esponenti dell'alto clero per poi cacciarli nudi dalla città, tagliare il naso alle donne, i testicoli ai bambini, radere al suolo le mura, le torri e tutte le case tranne le chiese. Tuttavia non vi è prova che questa rappresaglia fu eseguita, ma era stata emessa appunto per far terminare tramite il terrore ogni altro atto di violenza nel Regno.

## Conclusione
L'Imperatore ordinò di non inseguire i clavisegnati in rotta all'interno dello Stato della Chiesa, questo per riuscire nell'intento di riconciliarsi col Papa e far annullare la scomunica, atto necessario per Federico.
Le trattative cominciarono subito e andarono avanti per 8 mesi, tramite la mediazione del Gran Maestro dei Cavalieri Teutonici Ermanno di Salza, diplomatico e braccio destro di Federico in tutte le questioni delicate. Fu grazie a lui, dopo una battuta d'arresto nelle trattative nella primavera 1230, che si decise di rendere tutti i principi e vescovi tedeschi garanti della parola dell'Imperatore di non rompere più la pace, così che si arrivò all'accordo e all'incontro tra Federico e Gregorio ad Anagni, dove venne stipulato il Trattato di San Germano.